# Michael Steinhausen
Michael Steinhausen (* 28. Juni 1930 in Greifswald) ist ein deutscher Physiologe und emeritierter Professor für Physiologie  an der Universität Heidelberg. Er ist der Sohn des Physiologen Wilhelm Steinhausen und Enkel des Malers Wilhelm Steinhausen.

## Leben
Nach dem Abitur (1949) am humanistischen Friedrich Ludwig Jahn Gymnasium in Greifswald und einem dreijährigen Musikstudium mit Hauptfach Querflöte an der Hochschule für Musik in Berlin-Charlottenburg nahm er 1952 an der Freien Universität Berlin das Studium der Medizin auf, das er 1958 mit dem Staatsexamen abschloss. Der Promotion in Kiel 1958 bei dem Pathologen Wilhelm Doerr und der Approbation in Heidelberg 1960 folgte 1966 ebendort die Habilitation für das Fach Physiologie bei Hans Schaefer mit einer Arbeit: Der tubuläre Harnstrom (dargestellt unter besonderer Berücksichtigung intravital-mikroskopischer Untersuchungen an Ratten-, Katzen- und Goldhamsternieren). Der Ruprecht-Karls-Universität Heidelberg, an der Steinhausen 1972 zum Professor ernannt wurde, blieb er bis zu seiner Emeritierung im Jahre 1995 treu; Forschungsaufenthalte führten ihn an das Department of Physiology der Cornell Medical School in New York (USA) (1965/66) sowie als Gastprofessor an das California Institute of Technology in Pasadena (USA) (1976) und an die University of Arizona in Tucson (USA) (1982).

## Wirken
Die Abteilung von Steinhausen am Physiologischen Institut der Universität Heidelberg wurde unter seiner Leitung zu einem weltweiten Zentrum für Mikrozirkulation und Nierenphysiologie. Er gehört zu den Mitbegründern der Gesellschaft für Mikrozirkulation und war deren Vorsitzender in den Jahren 1976, 1987 und 1992.
Hochschulpolitisch engagierte sich Steinhausen bei der Erarbeitung einer neuen Grundordnung seiner Universität (1969) als Dozentenvertreter u. a. für die „Einheit des habilitierten Lehrkörpers“. Später war er langjähriger (1980–1994) Vorsitzender des Großen Senats der Universität Heidelberg.
Seit 1980 dirigiert der leidenschaftliche Musiker das Heidelberger Ärzteorchester e.V., das mit seinen alljährlich zweimal stattfindenden Konzerten (Winter- und Sommerkonzert) zu einem beliebten Bestandteil des Heidelberger Kulturlebens geworden ist. Durch die Verbindung von Musik und Sozialem (freier Eintritt und Kollekte für caritative Zwecke) wurde das Orchester und sein Dirigent mit der Ehrennadel der Bezirksärztekammer Nordbaden ausgezeichnet (ÄBW 08-385-2016).
Steinhausen ist Autor des Lehrbuches Medizinische Physiologie, das erstmals 1986 bei J. F. Bergmann, München erschien, in 4. Auflage 1996 bei Gustav Fischer, Stuttgart und in 5. Auflage zusammen mit Erich Gulbins bei Ecomed, Landsberg 2003.

## Wissenschaftliche Arbeiten
Steinhausen ist Autor von mehr als 130 Publikationen, über 160 wissenschaftlichen Originalvorträgen auf vielen internationalen Kongressen und Symposien, sowie 9 wissenschaftlichen Filmen und Unterrichtsfilmen.
Wissenschaftliche Schwerpunkte von Steinhausens Arbeiten waren der tubuläre Harnstrom in der Niere, die Regulation der Mikrozirkulation in der Niere und das akute Nierenversagen.
In den 1960er Jahren entwickelte Steinhausen dazu unter Einsatz des Vitalfarbstoffs Lissamingrün eine neue Methode, mit welcher die verschiedenen Abschnitte des Nephrons in vivo dargestellt und Passagezeiten für den tubulären Harnstrom gemessen werden konnten. Diese Methode fand insbesondere in der sehr verbreiteten Mikropunktionstechnik zur Aufklärung der Nierenfunktion schnell internationale Verbreitung.
Um den kapillären Blutfluss in den Glomeruli der Niere messen zu können, entwickelte Steinhausen in den achtziger Jahren die Methode der gespaltenen hydronephrotischen Rattenniere, die es erstmals ermöglichte, die Mikrozirkulation der Niere in ihrer Gesamtheit, also Nierenglomeruli und deren zu- und abführende Gefäße, in vivo zu beobachten und zu untersuchen. Diese Arbeiten führten zu völlig neuen Erkenntnissen zur Autoregulation der Nierengefäße, der Architektur des Glomerulus und der physiologischen und pathophysiologischen Regulation der Nierendurchblutung z. B. durch Angiotensin, Dopamin, Endothelin, Stickstoffmonoxid oder Entzündungsmediatoren.
Ausgehend von den von Steinhausen entwickelten Methoden zur in vivo Visualisierung von Blutgefäßen der Niere beschäftigte er sich auch mit der Mikrozirkulation in schlagendem Herzen.

## Ehrungen und Mitgliedschaften
- Gründungs- und Ehrenmitglied der  Gesellschaft für Mikrozirkulation und Vaskuläre Biologie
- Gold Medal 1968 der British Medical Association
- Preis der Sowjetunion beim 25. Jahreskongress der International Scientific Film Association in Kiew 1971
- Malpighi-Preis der  European Society for Microcirculation 1976
- Dr. h. c. der University of Louisville (USA) 1990
- Universitäts-Medaille der Universität Heidelberg 1994
- Albert-Schweitzer-Medaille der Landesärztekammer Baden-Württemberg 2006[12]

## Belege
1. ↑  Medizinische Fakultät Heidelberg: Emeriti und Professoren im Ruhestand. In: www.medizinische-fakultaet-hd.uni-heidelberg.de. Abgerufen am 29. Oktober 2016.
2. ↑  The man who would be king. (PDF) Heidelberger Studentenzeitung, 1992, abgerufen am 29. Oktober 2016.
3. ↑  Stadt Heidelberg: heidelberg.de - Listing Orchester und Instrumentalensembles. In: www.heidelberg.de. Abgerufen am 29. Oktober 2016.
4. ↑  ÄBW Ausgaben 2016. In: www.aerztekammer-bw.de. Abgerufen am 29. Oktober 2016.
5. ↑  Michael Steinhausen, Erich Gulbins: Medizinische Physiologie: Lehrbuch zum neuen Gegenstandskatalog und den aktuellen IMPP-Prüfungsfragen. 5., völlig überarb.  Auflage. ecomed Medizin, Landsberg 2003, ISBN 3-609-16052-7 (dnb.de [abgerufen am 29. Oktober 2016]).
6. ↑  M. Steinhausen: Eine Methode zur Differenzierung proximaler und distaler Tubuli der Nierenrinde von Ratten in vivo und ihre Anwendung zur Bestimmung tubulärer Strömungsgeschwindigkeiten. In: Pflüger's Archiv. Band 277. Springer, 1963, S. 23–35.
7. ↑  M. Steinhausen, H. Snoei, N. Parekh, R. Baker, P. C. Johnson: Hydronephrosis: a new method to visualize vas afferens, efferens, and glomerular network. In: Kidney Int. Band 23, Nr. 6, 1983, S. 794–806.
8. ↑  M. Steinhausen, H. Kücherer, N: Parekh, S. Weis, D. L. Wiegman, K. R. Wilhelm: Angiotensin II control of the renal microcirculation: effect of blockade by saralasin. In: Kidney Int. Band 30, Nr. 1, 1986, S. 56–61.
9. ↑  M. Steinhausen, S. Weis, J. Fleming, R. Dussel, N. Parekh: Responses of in vivo renal microvessels to dopamine. In: Kidney Int. Band 30, Nr. 3, 1986, S. 361–370.
10. ↑  M. Steinhausen, J. T. Fleming, F. G. Holz, N. Parekh: Nitrendipine and the pressure-dependent vasodilation of vessels in the hydronephrotic kidney. In: J Cardiovasc Pharmacol. Band 9, Suppl 1, 1987, S. S39–S43.
11. ↑  M. Steinhausen, H. Tillmanns, H. Thederan: Microcirculation of the epimyocardial layer of the heart. I. A method for in vivo observation of the microcirculation of superficial ventricular myocardium of the heart and capillary flow pattern under normal and hypoxic conditions. In: Pflugers Arch. Band 378, Nr. 1, 1978, S. 9–14.
12. ↑  Die Albert-Schweitzer-Medaille. In: www.aerztekammer-bw.de. 12. Mai 2014, abgerufen am 29. Oktober 2016.

| Personendaten    | Personendaten                                        |
| ---------------- | ---------------------------------------------------- |
| NAME             | Steinhausen, Michael                                 |
| KURZBESCHREIBUNG | deutscher Wissenschaftler, Professor für Physiologie |
| GEBURTSDATUM     | 28. Juni 1930                                        |
| GEBURTSORT       | Greifswald                                           |